# アンソニー・アウヴェス
アンソニー・アウヴェス（Anthony Alvès、1989年6月23日 - ）は、プロD2、スタッド・モントワに所属するラグビーユニオン選手。

## プロフィール
- フランスオヨナ出身[1]。
- ポジションはプロップ(PR)。
- 身長 185cm、体重 120kg
- ポルトガル代表キャップは33（2025年1月現在）でラグビーワールドカップ2023のポルトガル代表に選ばれた[2][3]。

## 略歴
USモントーバン、RCシャロネ、モンリュソン、オーリヤック、FCグルノーブルを経て、2021年、モン＝ド＝マルサンに加入。